# Pseudocyphellaria rubella
Pseudocyphellaria rubella är en lavart som först beskrevs av Hook. f. & Taylor, och fick sitt nu gällande namn av D. J. Galloway & P. James. Pseudocyphellaria rubella ingår i släktet Pseudocyphellaria och familjen Lobariaceae.   Inga underarter finns listade i Catalogue of Life.